# Albertville
Albertville este un oraș în Franța, sub-prefectură a departamentului Savoie, în regiunea Ron-Alpi, unde au avut loc Jocurile Olimpice de iarnă din 1992. 